# Islandiana unicornis
Islandiana unicornis är en spindelart som beskrevs av Ivie 1965. Islandiana unicornis ingår i släktet Islandiana och familjen täckvävarspindlar. Inga underarter finns listade i Catalogue of Life.